# 雙仙灣

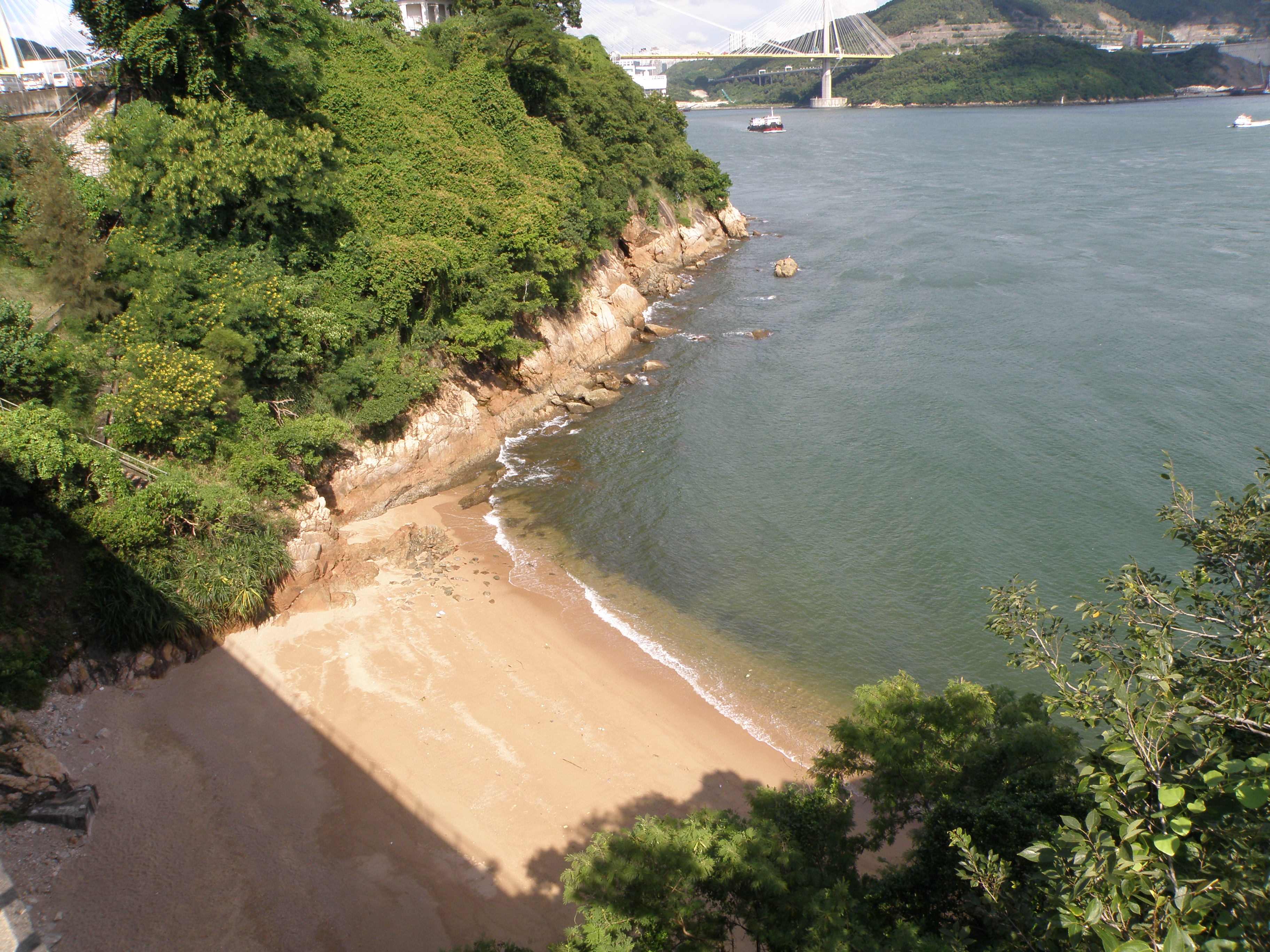
雙仙灣泳灘

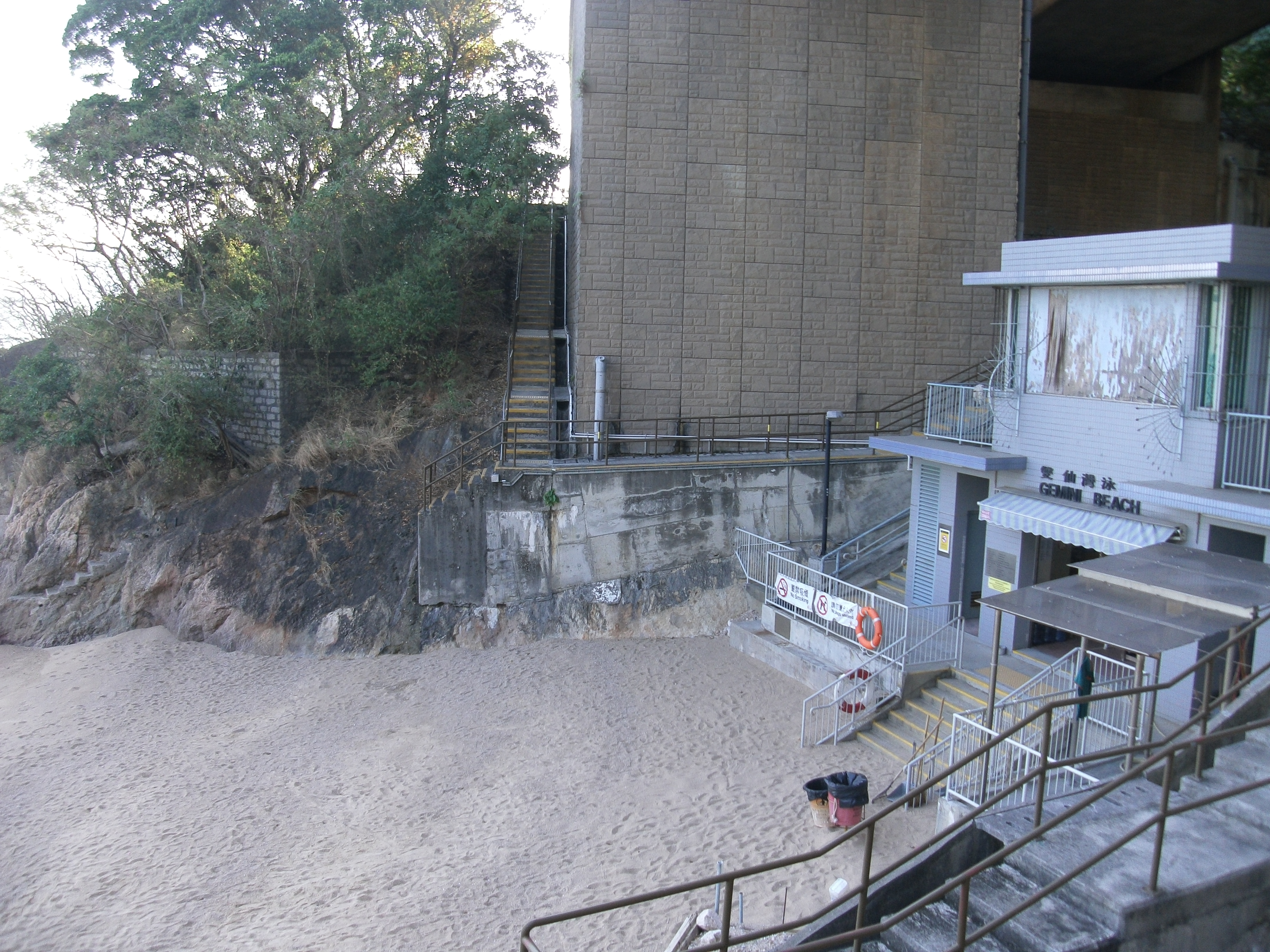
雙仙灣泳灘大樓，位於青山公路高架橋之下

雙仙灣（英語：Gemini Beach）是香港一個公眾泳灘，位於新界荃灣區深井一帶，為該區內最小的海灘；該處又稱為青山公路12咪。

## 簡介
雙仙灣是通道複雜的泳灘。一些人認為泳灘因旁邊有兩座大石，形像兩個仙子而得名。一說是有兩個不同的海灣，在同一位置重疊。

## 歷史
1979年，政府把此泳灘刊登憲報。到了1980年代起，深井燒鵝開始興盛，有些往返深井中心的遊客會到該灘釣魚、攀石、游泳，因為該灘泳區是全區最小的。
另外，雙仙灣是當時在汀九的五個泳灘中相對最為潔淨的泳灘，在1986年至1992年間，更生灣的水質一直維持於「一般（Fair）」的水平，初時雙仙灣的大腸桿菌指數較低，使其更幾乎一度成為一個水質「良好（Good）」的泳灘。可是到了1995年，海灘因大輪船油污問題嚴重，加上青馬大橋和汀九大橋於1994到1996年的興建，政府考慮這些因素宣布封閉泳灘，至今海灘還沒有重開；因此，自2000年代起，未有任何人再游泳。
2007年因青山公路進行擴建公程，將路面提高，如經過舊址將可見到舊有燒烤場就在公路下。

## 外部連結
- 康文署 - 荃灣區泳灘